# Chris Chandler
Christopher Mark Chandler (Everett, 12 ottobre 1965) è un ex giocatore di football americano statunitense che ha giocato nel ruolo di quarterback nella National Football League (NFL). È noto principalmente per avere guidato nella stagione 1998 gli Atlanta Falcons a un record di 14-2 nella stagione regolare e alla qualificazione al Super Bowl XXXIII. Fu scelto nel corso del terzo giro (76º assoluto) del Draft NFL 1988 dagli Indianapolis Colts. Al college giocò a football all'Università di Washington.

## Carriera professionistica
Chandler giocò nella NFL per 17 stagioni dal 1988 al 2004. Giocò per otto differenti squadre, un record condiviso con Mark Royals, Karl Wilson e Jeff Brady (anche se Chandler è l'unico ad essere partito come titolare per tutte le otto squadre). Lanciò 28 484 yard, con un passer rating in carriera di 79,1. Lanciò un passaggio da touchdown con sette differenti franchigie, un record NFL. Al momento del ritiro si trovava al 30º posto di tutti i tempi per passaggi completati con 2 328. Fu continuamente tormentato dagli infortuni, facendogli guadagnare tra i suoi detrattori il poco lusinghiero soprannome di "Crystal Chandelier". Chandler detiene il record per essere stato il più anziano giocatore a segnare una conversione da due punti (37 anni, 358 giorni).

### 1988-1996
Chandler fu scelto nel terzo giro del Draft 1988 dagli Indianapolis Colts. Dopo un paio di stagioni senza particolari acuti, la squadra scelse Jeff George come primo assoluto nel Draft 1990 e Chandler fu scambiato coi Tampa Bay Buccaneers per una scelta del primo giro, che si rivelò essere la seconda assoluta. Chandler faticò anche coi Bucs, perdendo tutte le 6 gare disputate come titolare, lanciando 5 touchdown e 14 intercetti con un passer rating di 44,9, venendo svincolato durante la stagione 1991.
Tra il 1992 e il 1994 giocò discretamente come titolare e riserva per i Phoenix Cardinals e i Los Angeles Rams. Dopo essersi unito agli Houston Oilers nel 1995, fu nominato titolare. La sua miglior gara con la squadra fu il 24 settembre 1995 in trasferta contro i Cincinnati Bengals. Nella vittoria per 38-28, Chandler lanciò 352 yard e 4 touchdown, con un passer rating perfetto di 158,3 dopo aver completato 23 passaggi su 26. Tuttavia, verso la fine del 1996, l'allenatore Jeff Fisher decise che Steve McNair era pronto per diventare il titolare della squadra e Chandler fu scambiato con gli Atlanta Falcons per una scelta del quarto giro.

### 1997-2004
Le migliori stagioni di Chandler furono con Atlanta, sotto la guida dell'allenatore Dan Reeves. Fu convocato per il Pro Bowl nel 1997 e nel 1998. Quest'ultima stagione vide Chandler guidare i Falcons alla loro unica apparizione al Super Bowl, dove la squadra fu sconfitta da John Elway e i Denver Broncos. Nel 1998, le 9,65 yard medie passate per tentativo da Chandler furono la più alta cifra degli anni novanta per un giocatore con almeno 300 passaggi tentati.
Dopo la stagione 2000, il record come titolare di Chandler con Atlanta era di 28-25, cosa che spinse i Falcons a considerare di reclutare un altro  quarterback. Tramite uno scambio, la squadra guadagnò la prima scelta assoluta del Draft NFL 2001, con cui selezionò il quarterback Michael Vick. Malgrado ciò, Chandler partì come titolare per la maggior parte della stagione 2002 ma fu sostituito da Vick definitivamente nel 2002. Chandler lasciò i Falcons al terzo posto nella storia della squadra con 13.268 yard passate, ma senza riuscire mai a portare a termine due stagioni consecutive con record positivi.
Nel 2002, Chandler passò ai Chicago Bears, trascorrendovi due stagioni prima di tornare ai Rams, nel frattempo trasferitisi a St. Louis. Nella sua prima gara come titolare coi Rams nel 2004 lanciò sei intercetti, un primato negativo di franchigia. A fine stagione fu svincolato, concludendo la sua carriera.

## Palmarès

### Franchigia
- National Football Conference Championship: 1

Atlanta Falcons: 1998

### Individuale
- Convocazioni al Pro Bowl: 2

1997, 1998
- PFWA All-Rookie Team - 1988

## Statistiche
| Yard passate  | 28 484 |
| Touchdown     | 170    |
| Intercetti    | 146    |
| Passer rating | 79,1   |